# Keanu Baccus
Keanu Kole Baccus (* 7. Juni 1998 in Durban) ist ein australisch-südafrikanischer Fußballspieler, der bei Mansfield Town in der EFL League One unter Vertrag steht. Er war Teil des Olympiakaders der Olyroos bei den Olympischen Spielen 2020 in Tokio und der A-Nationalmannschaft bei der Weltmeisterschaft 2022.

## Karriere

### Verein
Keanu Baccus wurde im südafrikanischen Durban geboren und zog in jungen Jahren nach Australien. Er ist der jüngere Bruder des Fußballspielers Kearyn Baccus. Er wuchs in Parklea, Fairfield und Blacktown die Vororte von Sydney sind auf. Im Jahr 2014 wechselte er zu den Western Sydney Wanderers, nachdem er für lokale Jugendvereine gespielt hatte. Am Neujahrstag 2017 debütierte er für die erste Mannschaft in der A-League gegen Perth Glory, als er für Brendan Hamill in das Spiel kam, das mit einem 1:1-Unentschieden endete. Nach zwei weiteren Einsätzen in der Saison 2016/17 gegen Melbourne City und Adelaide United erhielt er im Mai 2017 seinen ersten Profivertrag. Ab der Spielzeit 2018/19 war er Stammspieler in der Mannschaft. Bis zum Jahr 2022 kam er auf über 100 Ligaspiele in der höchsten australischen Fußballliga und erzielte dabei sechs Tore.
Im April 2022 gab der Trainer des FC St. Mirren, Stephen Robinson, bekannt, dass Baccus nach Abschluss der Saison in Australien nach Schottland wechseln werde. Im Juni 2022 wurde die Unterzeichnung vom Verein mit einem Zweijahresvertrag bestätigt.
Nach zwei Jahren in Schottland, wechselte Baccus nach England zum Drittligisten Mansfield Town.

### Nationalmannschaft
Keanu Baccus nahm im Jahr 2021 mit der Australischen U23-Mannschaft am Fußballturnier der Olympischen Spiele in Tokio teil. Dabei kam er dreimal in der Vorrunde gegen Ägypten, Argentinien und Spanien zum Einsatz. Zuvor nahm er mit der U23 an den Asienmeisterschaften im Jahr 2018 und 2020 teil. Größter Erfolg bei allen Turnieren war der Sieg im Spiel um Platz 3 bei der Asienmeisterschaft 2020.
Im September 2022 wurde Baccus erstmals in den Kader der A-Nationalmannschaft von Australien berufen. Sein Debüt gab er am 25. September 2022 bei einem 2:0-Sieg im Eden Park von Auckland gegen Neuseeland, als er für Connor Metcalfe eingewechselt wurde.
Am 8. November 2022 wurde Baccus in den australischen WM-Kader für die Weltmeisterschaft 2022 in Katar berufen. Mit Australien verlor er im Achtelfinale gegen den späteren Weltmeister Argentinien.